# Acropsopilio boopsis
Acropsopilio boopsis is een hooiwagen uit de familie Caddidae. De wetenschappelijke naam van Acropsopilio boopsis gaat  terug op Crosby.